# Heinrich Bütler
Heinrich Bütler (* 19. Dezember 1893 in Embrach; heimatberechtigt in Opfikon und Stein am Rhein; † 8. Januar 1983 in Schaffhausen) war ein Schweizer Geologe und Grönlandforscher.

## Leben und Wirken
Heinrich Bütler war der Sohn des Zieglers und Bauamtsarbeiters Heinrich Beutler (!). Er besuchte das Lehrerseminar in Schaffhausen und arbeitete von 1913 bis 1917 als Primarlehrer. Ab 1918 absolvierte er ein Studium der Naturwissenschaften an der Universität Genf. Bütler war als Chefgeologe bei französischen Expeditionen ins Hoggar-Gebirge tätig und wurde 1923 in Genf promoviert. Er heiratete 1925 Emilie Hedwig, Tochter des Zündholzfabrikanten Johann Hermann Moser und wurde im selben Jahr Lehrer an der Kantonsschule Schaffhausen. Vor seinem Ausscheiden 1952 war Bütler von 1939 bis 1944 Rektor der Schule. Er gehörte der Freisinnig-Demokratischen Partei an und war von 1932 bis 1936 Grossstadtrat.
Bütler förderte ab 1933 die dänisch-schweizerische Zusammenarbeit bei der geologischen Erforschung Grönlands. Nach dem Weltkrieg übernahm er 1946 die Verantwortung für die rasche Wiederaufnahme dieser Zusammenarbeit. Von 1952 bis 1958 war er wissenschaftlicher Leiter von Lauge-Koch-Expeditionen in Nordostgrönland. Er ist Verfasser von zahlreichen wissenschaftlen Publikationen über die Tektonik und Stratigrafie der Devon-Karbon-Formationen.
Eugène Wegmann und Bütler bestiegen bei der Dreijahresexpedition 1931–1934 im August 1933 einen Berg, den sie nach ihren finnischen Kollegen «Suomi Bjerg» tauften. Während der Lauge-Koch-Expedition 1936–1938 gab Bütler mehr als 35 geographischen Objekten ihren Namen, beispielsweise dem «Ritomsø», den er nach dem Schweizer Ritomsee benannte. Nach ihm wurde bei der Expedition 1948–1949 die «Bütlers Klippe» benannt, die jedoch 1951 als «Permklippen» in den Landkarten verzeichnet wurde.

## Schriften (Auswahl)
- Some new investigations of the Devonian stratigraphy and tectonics of East Greenland. Meddelelser om Grønland, 103 (1935) 2.
- Die tektonischen Strukturelemente des östlichen Moschusochsenfjordes. Vorläufige Mitteilung. Meddelelser om Grønland, 103 (1938) 5.
- Die stratigraphische  Gliederung der mitteldevonischen Serien im Gebiete von Kap Franklin am Kejser Franz Joseph Fjord in Zentral-Ostgrönland. Meddelelser om Grønland, 116 (1954), 7.
- Notes on the geological map of Canning Land (East Greenland). De Danske ekspeditioner til Østgrønland 1936–1938. Meddelelser om Grønland, 133 (1948) 2.
- Über ein Vorkommen von Quarziten der untern Eleonore Bay Formation an der Nordküste der Wegener Halbinsel in Ostgrönland. Meddelelser om Grønland, 150 (1949) 3.
- Über das Vorkommen von Mitteldevon im südlichen Teil der Giesecke-Berge. Vorläufige Mitteilung über Untersuchungen in der östlichen Gauss-Halbinsel in Ostgrönland im Sommer 1948. De Danske ekspeditioner til Østgrønland 1948–51. Meddelelser om Grønland, 150 (1949) 4.
- Das variscisch gefaltete Devon zwischen Duséns Fjord und Kongenborgen in Zentral-Ostgrönland. Meddelelser om Grønland, Band 155 (1955) 1.
- Beobachtungen an der Hauptbruchzone der Küste von Zentral-Ostgrönland. Ergebnisse von Untersuchungen ausgeführt in der Sommern 1955 und 1956. De Danske ekspeditioner til Østgrønland 1947–56. Meddelelser om Grønland, 160 (1957) 1.
- Das Old Red-Gebiet am Moskusoksefjord. Attempt at a correlation of the series of various devonian areas in Central East Greenland. De Danske ekspeditioner til Østgrønland 1947–58. Meddelelser om Grønland, 160 (1959) 5.

## Belege
1. 1 2  Emil Witzig: Heinrich Bütler. In: Historisches Lexikon der Schweiz.  24. Januar 2005.
2. ↑  Bütler-Moser, Heinrich in der Politikerdatenbank des Stadtarchivs Schaffhausen. Abgerufen am 28. Februar 2025.
3. ↑  geusbulletin.org: Suomi Bjerg. Catalogue of place names in northern East Greenland. (Englisch, abgerufen am 27. Februar 2025.) S. 316.
4. ↑  geusbulletin.org: Catalogue of place names in northern East Greenland. (Englisch, abgerufen am 27. Februar 2025.) S. 120–340; Ritomsø. S. 334.
5. ↑  geusbulletin.org: Catalogue of place names in northern East Greenland. (Englisch, abgerufen am 27. Februar 2025.) S. 144, 275.

| Personendaten    | Personendaten                                                  |
| ---------------- | -------------------------------------------------------------- |
| NAME             | Bütler, Heinrich                                               |
| ALTERNATIVNAMEN  | Beutler, Heinrich (Taufname); Bütler-Moser, Heinrich (Ehename) |
| KURZBESCHREIBUNG | Schweizer Geologe und Grönlandforscher                         |
| GEBURTSDATUM     | 19. Dezember 1893                                              |
| GEBURTSORT       | Embrach, Schweiz                                               |
| STERBEDATUM      | 8. Januar 1983                                                 |
| STERBEORT        | Schaffhausen, Schweiz                                          |